# Olta Boka
Olta Boka (Tirana, 4 de novembro de 1991) é uma cantora albanesa. Olta foi a representante albanesa para o Festival Eurovisão da Canção 2008.

## Discografia

### Singles
- 2008: Zemrën E Lamë Peng
- 2009: S'duhet te dua